# ویگو برون
ویگو برون (به نروژی: Viggo Brun) (زاده ۱۳ اکتبر ۱۸۸۵ -درگذشته ۱۵ اوت ۱۹۷۸) یک ریاضی‌دان اهل نروژ بود. از دستاوردهای او در ریاضیات اثبات یک فُرم پیشرفته تر از غربال اراتُستن بود. بدینگونه او توانست در حدس گلدباخ و حدس نامتناهی بودن اعداد اول دوقلو پیشرفتهایی ایجاد کند. بدینسان برون در شمار پیشگامان روشهای غربال در نظریه تحلیلی اعداد بود. وی همچنین این قضیه را اثبات نمود که سری جمع معکوسهای اعداد اول دوقلو همگرا می باشد. وی همچنین به تاریخ ریاضیات پرداخت و دو کتاب با نامهای «حساب در نروژ قدیم» و «همه چیز عدد است: تاریخ ریاضیات از دوره باستان تا رنسانس» در این زمینه نوشت. وی همچنین یکی از متون قدیمی نوشته نیلز هنریک آبل را یافت. از شاگردان او میتوان به اتله سلبرگ اشاره نمود.